# دیوید وایز
دیوید وایز (انگلیسی: David Wise؛ زادهٔ ۳۰ ژوئن ۱۹۹۰) اسکی‌باز نمایشی اهل ایالات متحده آمریکا است.